# Comté de Sayn-Wittgenstein-Berleburg
Pour les articles homonymes, voir Wittgenstein (homonymie).
1607 – 1806
Sayn-Wittgenstein-Berleburg était un comté puis une principauté du Saint-Empire romain germanique, que la maison de Sayn-Wittgenstein dirige jusqu'en 1806. 
La majeure partie de l'ancien comté est située dans l'actuel arrondissement de Siegen-Wittgenstein (Rhénanie-du-Nord-Westphalie). Le siège de la famille est le château de Berlebourg.

## Histoire
Louis de Sayn-Wittgenstein partagea son héritage entre ses trois fils en 1605, avec confirmation impériale de 1607 : Le fils aîné, Georges (né en 1565) hérite de la partie nord du comté de Wittgenstein, basé à Berleburg, ainsi que de la domination impériale de Homburg. Il fonda la lignée des comtes de Sayn-Wittgenstein-Berleburg, comtes du Saint-Empire qui furent élevés au rang de princes du Saint-Empire en 1792. 
La principauté est médiatisée par le grand-duché de Hesse à partir du recès d'Empire du 24 mars 1803, puis annexée par celui-ci après la signature du traité de la confédération du Rhin, le 12 juillet 1806. Le grand-duché la cède, en échange d'autres territoires, au royaume de Prusse par le traité de Vienne, le 9 juin 1815. Les princes de Sayn-Wittgenstein-Berlebourg, comme les princes de l'autre lignée de Sayn-Wittgenstein-Hohenstein, ont conservé leur statut, leur égalité avec les maisons souveraines restantes et certains droits politiques spéciaux en leur qualité de « Standesherren » (« seigneurs de rang »), créés par l'Acte confédéral allemand.
Le château de Berleburg demeure toujours le fief principal de la famille de nos jours.

## Comtes et princes régnants

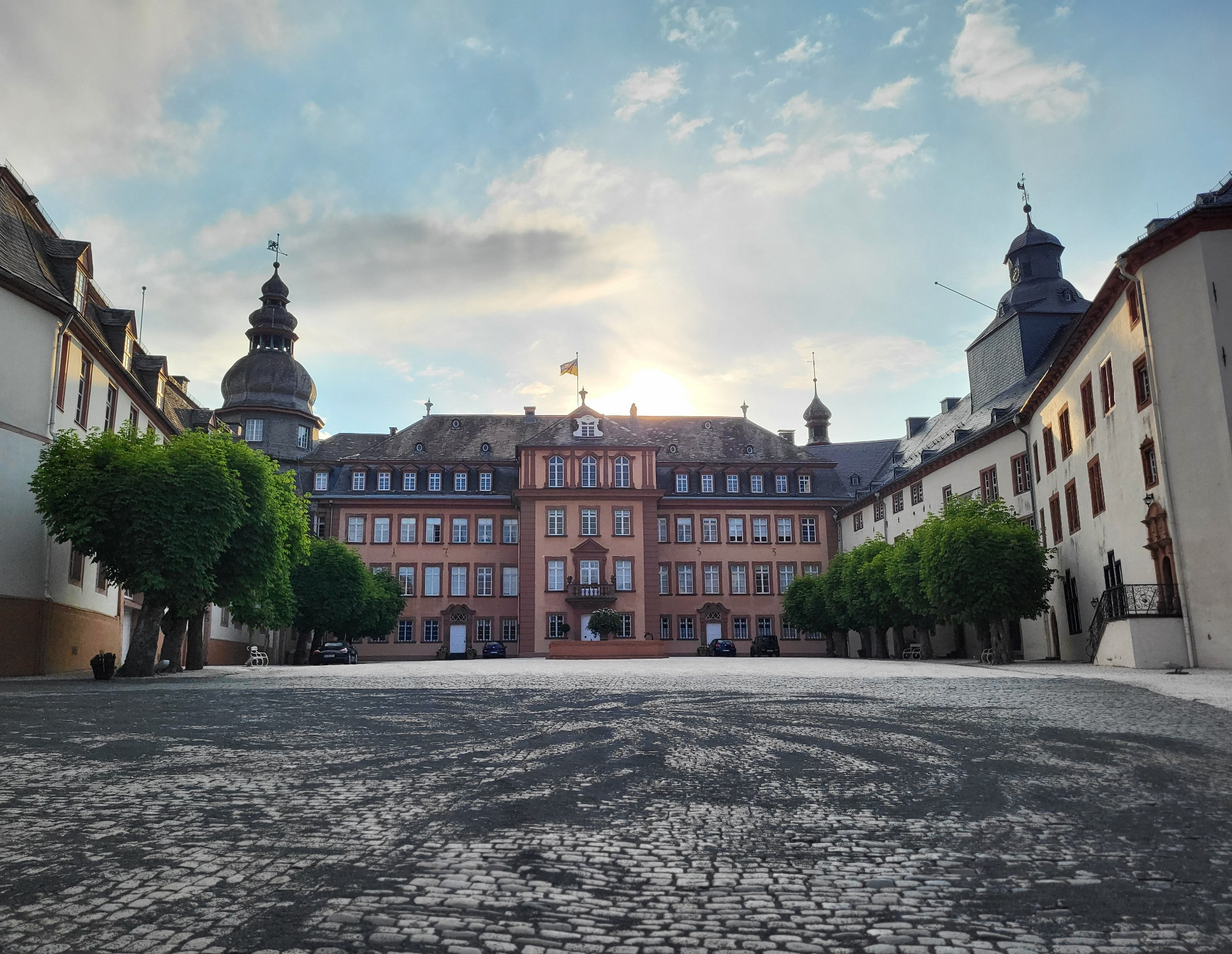
Château de Berleburg

### Comtes de Sayn-Wittgenstein-Berleburg (1607-1792)
1. 1607 - 1631 : Georges V (1565-1631) ;
2. 1631 - 1643 : Louis-Casimir (1598-1643) ;
3. 1643 - 1684 : Georges-Guillaume (1636-1684) ;
4. 1684 - 1694 : Louis-François (1660-1694) ;
5. 1694 - 1741 : Casimir (1687-1741) ;
6. 1741 - 1773 : Louis-Ferdinand (1712-1773) ;
7. 1773 - 1792 : Christian-Henri (1753-1800)

### Princes de Sayn-Wittgenstein-Berleburg (depuis 1792)

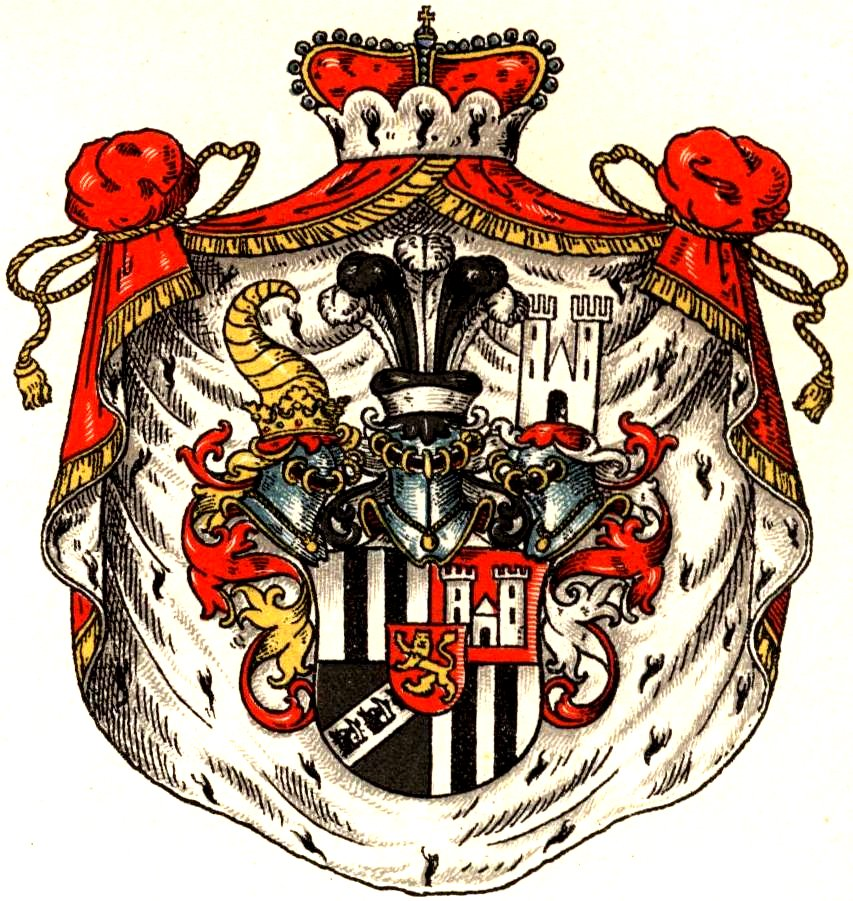
Blason des princes de Sayn-Wittgenstein-Berleburg

1. 1792 - 1800 : Christian-Henri (1753-1800), 1er prince de Sayn-Wittgenstein-Berleburg ;
2. 1800 - 1851[1] : Albert Ier (1777-1851), 2e prince de Sayn-Wittgenstein-Berleburg, fils du précédent ;
3. 1851 - 1904 : Albert II (1834-1904), 3e prince de Sayn-Wittgenstein-Berleburg, fils du précédent ;
4. 1904 - 1925 : Richard (1882-1925), 4e prince de Sayn-Wittgenstein-Berleburg, neveu du précédent ;
5. 1925 - 1969 : Gustave (1907-1944), 5e prince de Sayn-Wittgenstein-Berleburg, fils du précédent ;
6. 1969 - 2017 : Richard (1934-2017), 6e prince de Sayn-Wittgenstein-Berleburg, fils du précédent ;
7. Depuis 2017 : Gustave (1969), 7e prince de Sayn-Wittgenstein-Berleburg, fils du précédent

### Sayn-Wittgenstein-Hohenstein (3ebranche)
1. 1874 - 1912 : Ludwig (1831-1912), 3e prince de Sayn-Wittgenstein-Hohenstein ;
2. 1912 - 1948 : August (1868-1948), 4e prince de Sayn-Wittgenstein-Hohenstein, fils du précédent ;
3. 1948 - 1983 : Christian-Heinrich (1908-1983), 5e prince de Sayn-Wittgenstein-Hohenstein, fils adoptif du précédent ;
4. Depuis 1983 : Bernhart (1962), 6e prince de Sayn-Wittgenstein-Hohenstein, fils du précédent ;

## Généalogie sommaire
- Christian-Henri de Sayn-Wittgenstein-Berlebourg (1753 - 1800), épouse la comtesse Charlotte de Leiningen-Westerburg (1759-1831)
  - Albert de Sayn-Wittgenstein-Berlebourg (1777 - 1851), épouse la comtesse Christiane Charlotte zu Ortenburg (1802-1854)
    - Albrecht de Sayn-Wittgenstein-Berlebourg (1834 - 1904), épouse Marie, Freiin von Gemmingen-Hornberg (1855-1946)
      - Richard de Sayn-Wittgenstein-Berlebourg (1882 - 1925), épouse la princesse Madeleine de Löwenstein-Wertheim-Freudenberg (1885-1976)
        - Gustav de Sayn-Wittgenstein-Berlebourg (1907 - 1944), épouse la comtesse Margareta Fouché d'Otrante (1909-2005)
          - Le prince Richard de Sayn-Wittgenstein-Berlebourg et son épouse Benedikte de Danemark (2010)Richard de Sayn-Wittgenstein-Berlebourg (1934 - 2017), épouse la princesse Benedikte de Danemark
            - Gustav de Sayn-Wittgenstein-Berlebourg (1969), épouse Carina Axelsson
            - Alexandra de Sayn-Wittgenstein-Berlebourg (1970), épouse le comte Jefferson-Friedrich von Pfeil und Klein-Ellguth
            - Nathalie de Sayn-Wittgenstein-Berlebourg (1975)

          - Madeleine de Sayn-Wittgenstein-Berleburg (1936), épouse le comte Otto zu Solms-Laubach (1926-1973)
          - Tatiana de Sayn-Wittgenstein-Berleburg (1940), épouse le landgrave Maurice de Hesse-Cassel (1926-2013)

        - Christian-Heinrich de Sayn-Wittgenstein-Berlebourg puis Sayn-Wittgenstein-Hohenstein (1908-1983), épouse 1) la comtesse Béatrix von Bismarck-Schönhausen (1921-2006) 2) la princesse Dagmar de Sayn-Wittgenstein-Hohenstein (1919-2002)
          - Bernhart de Sayn-Wittgenstein-Hohenstein (1962), épouse la comtesse Katharina von Podewils-Durniz

        - Ludwig de Sayn-Wittgenstein-Berlebourg (1910-1943), épouse la princesse Friederike Juliane de Salm-Horstmar (1912-2000)
          - Otto-Ludwig de Sayn-Wittgenstein-Berlebourg (1938-2025), épouse la baronne Annette von Cramm (1944)
            - Marie-Louise Lilly de Sayn-Wittgenstein-Berlebourg (1972), épouse le prince Alexander de Schaumbourg-Lippe

          - Ludwig-Ferdinand de Sayn-Wittgenstein-Berlebourg (1942), épouse la comtesse Yvonne Wachtmeister af Johannishus (1951)
            - Anne de Sayn-Wittgenstein-Berlebourg (1978), épouse le prince Manuel de Bavière (1972)
            - August-Frederik de Sayn-Wittgenstein-Berlebourg (1981)